# Carlos Martínez Silva
Carlos Martínez Silva (San Gil, Santander, 6 de octubre de 1847-Tunja, 10 de febrero de 1903) fue un político, diplomático, periodista, militar y poeta colombiano. 
Fue varias veces ministro y miembro de la asamblea que proclamó la Constitución de 1886. También estuvo vinculado con la academia y fue rector de la Universidad del Rosario.

## Biografía
Estudió primaria y bachillerato en Santander y posteriormente obtuvo el título de Doctor en Derecho y Ciencias Políticas de la Universidad Nacional de Colombia. Fue diputado de la Asamblea del Estado de Santander mientras realizaba sus estudios en Bogotá.
Durante la guerra civil de 1876 hizo parte del ejército conservador y obtuvo el grado de Coronel. Fue Secretario de Instrucción Pública en el gobierno de Eliseo Payán y Secretario del Tesoro en los gobiernos de Rafael Núñez y Carlos Holguín, cargos equivalentes a los de los actuales ministros del despacho. Hizo parte del Consejo de Delegatarios que redactaron la Constitución Política de 1886. También ocupó el cargo de Canciller en el gobierno de José Manuel Marroquín y dentro de su gestión fue el primer miembro de la legación diplomática en Estados Unidos para la construcción del Canal de Panamá. A su regreso de la misión en Washington, el país afrontaba la Guerra de los Mil Días y permaneció tres meses detenido en Gachalá por órdenes del general Aristides Fernández en respuesta a una carta en la que protestaba por los presos políticos e incitaba a los conservadores a no apoyar al gobierno.
Fue profesor de idiomas, literatura, derecho público, legislación y economía. También fue rector de la Universidad del Rosario.
Dirigió los periódicos Repertorio Colombiano, El Tradicionalista y El Correo Nacional y colaboró con muchas otras publicaciones.
Escribió los libros: Capítulos de historia política de Colombia, las biografías de José Fernández Madrid, José Martínez Samper, José María Vergara y Vergara y Pedro Justo Berrío, Ediciones clandestinas del Banco Nacional, Compendio de geografía de Colombia, Compendio de geografía universal, entre otros.
Al fallecer se le rindieron varios homenajes, como un monumento en el Parque de la Independencia de Bogotá, un barrio que recibió su nombre en San Gil y una estampilla con su imagen emitida en 1948.